# BB Biotech
BB Biotech è una società di investimento svizzera nel campo della biotecnologia, fondata nel 1993 e con sede a Sciaffusa, Svizzera Dal 1993 è quotata alla SIX Swiss Exchange di Zurigo, dal 1997 al TecDAX di Francoforte e dal 2000 al 2023 è stata quotata anche alla Borsa Italiana nell'indice FTSE Italia STAR.  fino al 5 settembre. L'azienda investe principalmente negli Stati Uniti e nell'Europa occidentale.  BB Biotech è gestita da Bellevue Asset Management, una divisione del Gruppo Bellevue e rappresenta circa il 40% del patrimonio gestito del Gruppo.
In quanto hedge fund, con l'attività principale di investimenti specializzati in aziende operanti nel settore biotecnologico,  BB Biotech è la più antica e la più grande entità del suo genere.

## Storia
Dalla sua fondazione nel 1993, l'azienda svizzera ha investito principalmente in società quotate che sviluppano e commercializzano nuovi farmaci già presenti sul mercato e/o almeno nella fase II/III di sviluppo clinico. I principali settori di investimento: oncologia, malattie cardiovascolari, malattie metaboliche, malattie infettive e malattie autoimmuni.
Le partecipazioni sono detenute principalmente in società negli Stati Uniti. Un'eccezione è Argenx, che ha sede nei Paesi Bassi e opera in Belgio.
Il portafoglio titoli comprende solitamente da cinque a otto partecipazioni principali, che costituiscono circa il settanta per cento del portafoglio. Inoltre, vengono detenute circa due dozzine di partecipazioni più piccole e fino al 10% in società non quotate (private equity). Le società nel portafoglio di BB Biotech dispongono di pipeline di prodotti innovativi con terapie di ultima generazione nella medicina del cancro, nella neurologia e nelle malattie genetiche rare.
Nel dicembre 2016 la società ha lanciato BB Healthcare Trust.
Nel decennio precedente al 2020, ha costantemente raggiunto il proprio obiettivo di realizzare il 15% della crescita annua del capitale, compreso un dividendo del 5% all’anno.

### Investimenti principali
I sei investimenti principali nel portafoglio di BB Biotech al 30 giugno 2023 includevano Ionis Pharmaceuticals (13,3%), Argenx (11,7%), Vertex (10,4%), Neurocrine Biosciences (8,5%), Intra-Cellular Therapies (6,9%) e Moderna (6,2%).
Un altro focus del portafoglio è sulle società con un'attraente pipeline oncologica, tra cui Revolution Medicines, Relay Therapeutics, Fate Therapeutics, Essa Pharma, Macrogenics, Molecular Templates e Mersana Therapeutics.

### Struttura
Erich Hunziker è presidente del Consiglio di amministrazione dal 2013, Clive A. Meanwell è vicepresidente.
Alla Bellevue Asset Management AG, con sede a Küsnacht ZH e appartenente al gruppo svizzero Bellevue, sono stati incaricati i settori dell'analisi fondamentale, della gestione del portafoglio, del marketing e dell'amministrazione. Le decisioni di investimento sono delegate ad Asset Management BAB NV, Curaçao (Antille olandesi).
Oltre a BB Biotech, tra le aziende del gruppo BB figura anche la società di venture capital “BB Biotechventures II”. Il capitale azionario di ciascuna società biotecnologica è detenuto indirettamente tramite le società controllate al 100% Biotech Focus NV, Biotech Invest NV, Biotech Target NV e Biotech Growth NV, ciascuna con sede anche a Curaçao.